# 白俄羅斯共和國青年團
白俄羅斯共和國青年團（缩写為）是白俄羅斯的一個青年組織。白俄羅斯共和國青年團成立的目標是透過活動，如露營、體育比賽和參觀紀念館來促進白俄羅斯青年的愛國主義和灌輸相關的道德價值觀。白俄羅斯共和國青年團是在2002年與其他青年團體合併而成立的，是白俄羅斯蘇維埃社會主義共和國列寧共青團的繼承組織。白俄羅斯共和國青年團是現時該國最大的青年團體，並且得到白俄羅斯政府的支持。有些人指責該組織用脅迫或空頭承諾吸收新成員，質疑其是白俄羅斯總統亞歷山大·盧卡申科的政治宣傳機關。

## 成立
白俄羅斯共和國青年團在2002年9月6日由該國兩個青年組織，即白俄羅斯青年團及白俄羅斯愛國青年團合併而成。一般認為，白俄羅斯青年團是列寧共青團白俄羅斯分支的正式繼承組織，至於白俄羅斯愛國青年團則是由白俄羅斯總統亞歷山大·盧卡申科於1997年成立的。亞歷山大·盧卡申科任內不僅頒布了成立白俄羅斯共和國青年團的法令，他還發出命令，使白俄羅斯共和國青年團得到政府（主要是白俄羅斯教育部和總統行政當局）的支持。在2003年的定期演說中，盧卡申科表明國家需要白俄羅斯共和國青年團在國民生活中發揮關鍵作用：
青年——我們的主要支柱——是我們目標和計劃的重心。我們幾乎沒有用到他們強大的潛力。我們常常對青年的倡議置之不理。許多政府人員避免直接接觸青年，他們害怕尖銳問題。他們無法使青年人參與到有益的公共活動。我們應以這方面作為工作方向，這有助避免青年環境內的一些消極現象。這種情況需要白俄羅斯共和國青年團發揮出更大的作用，它應該表現出組織和領導國家青年運動的能力。

## 組織
白俄羅斯共和國青年團的全國總部設於首都明斯克。每個州（明斯克、布列斯特、維捷布斯克、戈梅利、格羅德諾和莫吉廖夫）都有各自的白俄羅斯共和國青年團分部。據白俄羅斯共和國青年團估計，它在白俄羅斯共有6803個分支。
白俄羅斯共和國青年團的領導權受中央委員會控制，中央委員會第一書記兼任白俄羅斯共和國青年團的秘書長，現任第一書記是列昂尼德·柯瓦列夫（Леонид Ковалев）。第一書記以下設有第二書記、中央調查委員會主席和三位中央委員會書記，他們也合稱為白俄羅斯共和國青年團秘書處。
雖然白俄羅斯共和國青年團每年獲得的資金總額不明，但大部份資金來自白俄羅斯政府。

## 標誌

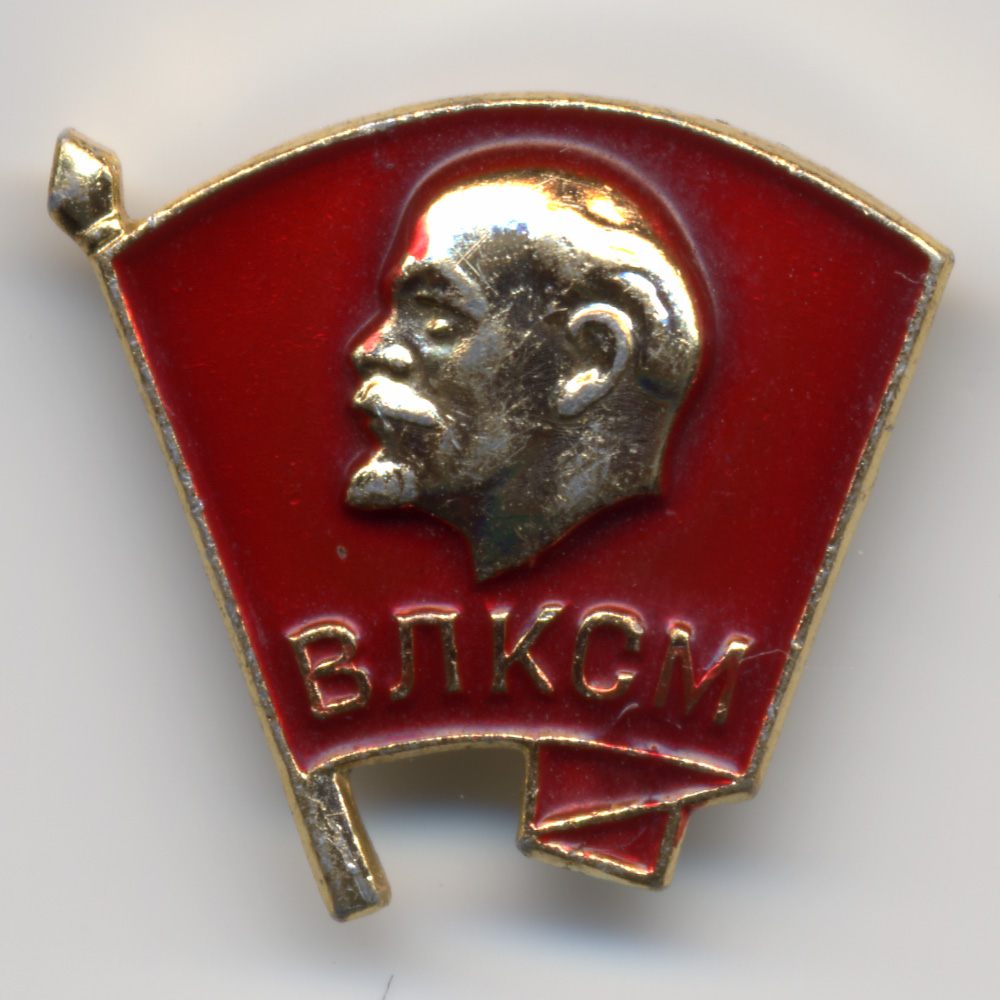
团徽的设计基础：列寧共青團团徽

白俄羅斯共和國青年團擁有兩個官方標誌，分別是團徽和旗幟。團徽是建基於列寧青年團的徽號和仿效白俄羅斯國旗而製成的，在國旗的紅色部分加上以西里爾字母寫成的組織名稱縮寫，字體呈金色；至於國旗的綠色部分則有一條橄欖枝。
旗幟和徽章構造相似，不過旗幟背面的紅色部分則載有金色的組織俄語全名，而綠色部分則呈山形，但沒有橄欖枝。

## 會員
白俄羅斯共和國青年團的申請人，年齡必須介乎於14歲至31歲，而且需將一幅自己的相片寄給組織。14歲至16歲的申請者，另需要得到家長或監護人的書面許可。根據戰爭與和平報告研究所在2003年的統計顯示，白俄羅斯共和國青年團大約有120,000名會員。
每名會員需要交付1,400白俄羅斯盧布（約0.65美元）作為一次性的入會費，此後在每年年中要再繳交費用延續會籍。續會費的總額會根據會員的工作和生活狀況作出相應的調整，殘疾兒童和孤兒可獲寬免費用。

## 活動

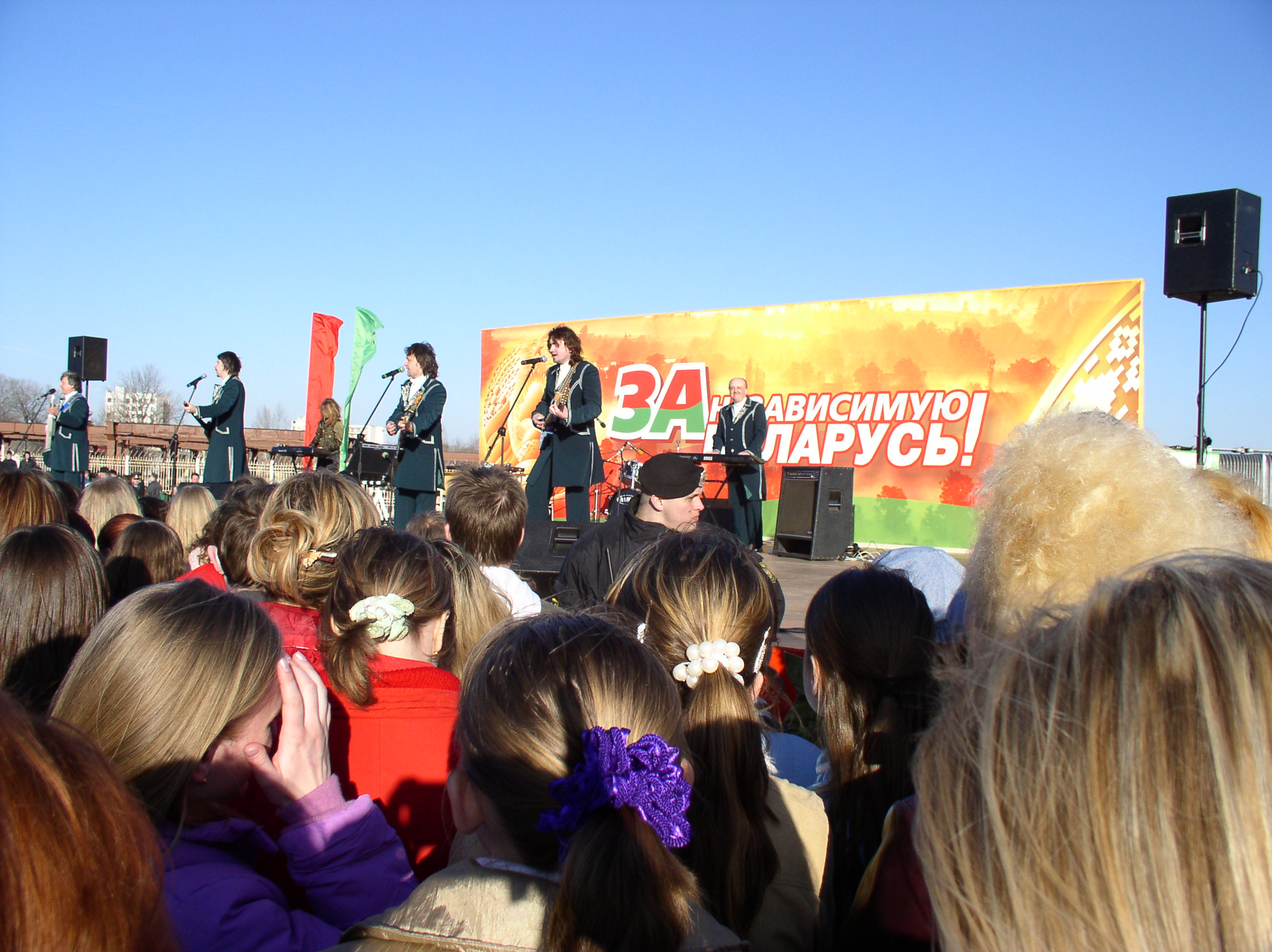
由白俄羅斯共和國青年團於2007年在明斯克舉辦的「白俄羅斯獨立」音樂會

大多數白俄羅斯共和國青年團的活動跟蘇聯的列寧共青團很類似，白俄羅斯共和國青年團的主要活動是促進白俄羅斯愛國主義，透過參加在全國各地的紀念館舉行的致送花圈活動，以及在全國假日二戰勝利紀念日贈送鮮花給參與過蘇德戰爭的資深退伍軍人，來實現組織的宗旨。雙方的互訪和贈送鮮花給退伍軍人，均提供了一個讓白俄羅斯共和國青年團員了解他們祖先曾作出犧牲的機會。此外，白俄羅斯共和國青年團還通過在其他的全國性假日期間，成員需在襯衫或夾克佩帶絲帶，這個計劃，連同其他的活動，是“貢獻白俄羅斯！（За Беларусь!） ”活動的一部分。
白俄羅斯共和國青年團亦會參加一些戶外活動和體育活動，包括足球、跑步、游泳和曲棍球。白俄羅斯共和國青年團亦會跟周邊國家，如俄羅斯、烏克蘭和拉脫維亞等等性質相類同的組織比賽。
白俄羅斯共和國青年團也會主辦一些包括白俄羅斯青年音樂會在内的社交活動。然而，在部分主辦的音樂會中，新納粹分子不僅有份參加，而且還表演節目，因而招來不少地方領導人和退伍軍人的抨擊。白俄羅斯共和國青年團亦是2004年“白俄羅斯小姐”選美的主要組織者，選美比賽本著美洲小姐和環球小姐的精神。雖然白俄羅斯共和國青年團並不介入政治，不過其前第一書記米哈伊爾·奧爾達曾與其他官員發表聯署文件公開譴責美國的《2004年白俄羅斯民主法案》。
白俄羅斯亦組織了起源於蘇聯的學生建造旅。

## 批評

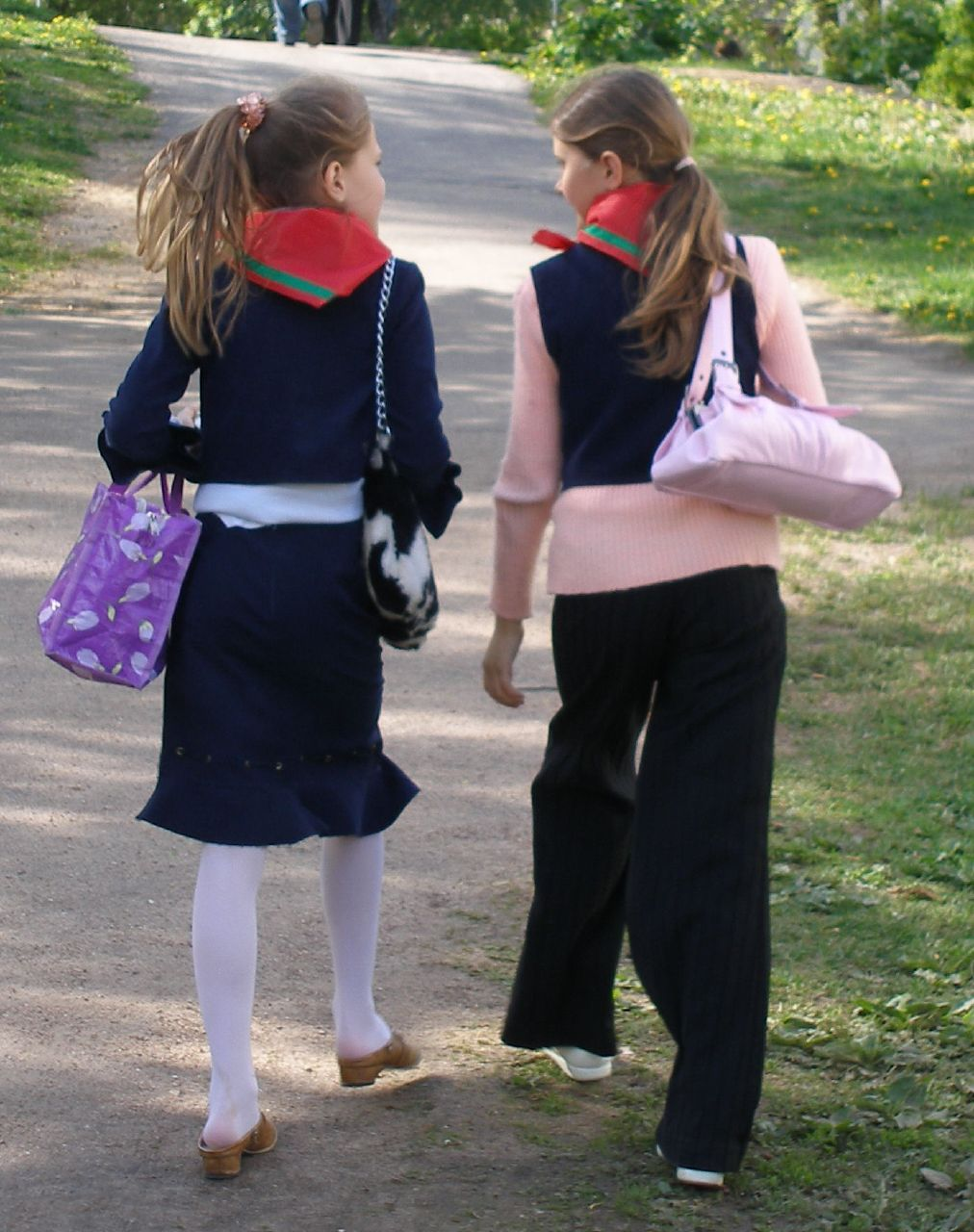
兩名白俄羅斯共和國青年團成員於明斯克散步

在白俄羅斯，白俄羅斯共和國青年團已被指控利用不道德的方法招攬會員。白俄羅斯的師生表示，加入白俄羅斯共和國青年團的人都是受脅迫或利誘才加入的。組織承諾加入後可獲得各種好處，包括本地企業提供的折扣，良好的宿舍，和大學畢業後找尋工作的協助。1999年，據報導，白俄羅斯反對派活動分子稱呼BPSM——白俄羅斯共和國青年團為「盧卡莫」（Лукамол）。這個詞是取「盧卡申科」和「白俄羅斯共和國青年團」名字組合而成，以諷刺亞歷山大·盧卡申科總統利用該組織來進一步鞏固他的政治基礎和進行個人崇拜。

此外，負責在世界各地監測侵犯人權的行為的非政府組織人權觀察，也批評了白俄羅斯共和國青年團限制了白俄羅斯大學校園的學術自由。在1999年提交的報告中，人權觀察指出
雖然白俄羅斯共和國青年團表面上政治中立，但掌握了校長任命權和其地位的日益制度化而造成了有利於傳播政治正統和壓制獨立意見的校園環境，而不是一個有利於開放式調查和達至言論自由的學術水平的國家。
人權觀察還指出當成員進入董事會時，會將那些以白俄羅斯語作為他們的首選語言或那些反對政府觀點的候選人排除在外。
聯合國曾指出，亞歷山大·盧卡申科的政府直接或間接設立了一些非政府組織用來宣傳政府。聯合國在2003年初發布的一份報告中說明，亞歷山大·盧卡申科會以白俄羅斯共和國青年團作為招募政府官員的主要工具。同一份報告中還指出，其他非政府青年組織資金短缺，其成員也面臨被學校開除，所以選擇加入白俄羅斯共和國青年團或類似團體。

## 外部連結
- （俄文） 官方網站 （页面存档备份，存于）